# Reformirano judovstvo
Reformirano Judovstvo je najbolj liberalna smer sodobnega Judovstva. Gibanje je prisotno predvsem v ZDA, kjer v prek 900 sinagogah združuje več kot milijon članov.

## Zgodovina
Gibanje izvira iz zahodne Evrope iz 18. stoletja. V času francoske revolucije so bili Judje prvič obravnavani kot pripadniki evropskih držav. Naseliti so se smeli izven getov, otroci so lahko obiskovali javne šole, oblačili so se lahko enako kot nejudje. Pravice so judovski skupnosti omogočile kulturno asimilacijo, za govorni jezik so prevzeli lokalnega. S prihodom Napoleona na oblast, so bile pravice Judom odvzete. Da bi jim lahko zadržali, so se nekateri spreobrnili v krščanstvo.
Judovski miselci in rabini so proučevali možnosti izogiba socialni izolaciji v evropskem prostoru. Rabin Abraham Geiger, ki je raziskoval zgodovino judovske kulture je ugotovil, da se je ta skozi tisočletja obstanka korenito spreminjala. Prišel je do ugotovitve, da je za nadaljevanje in približanje judovskega verovanja, potreben modernejši pristop. 
Primeri:
- Hebrejski jezik je bil odstranjen iz obrednih ritualov in nadomeščen z lokalnimi evropskimi jeziki.
- Zavračano je obrezovanje dečkov. Takšno dejanje je bilo označeno za barbarsko.
- Šabat je izvajan v nedeljo. S tem so želeli obred časovno približati krščanskemu.
- Omejitve dela in počitka na gejemdan šabata niso bile več v uporabi.
- Ideja združitve vseh Judov v eni deželi je bila s strani reformistov preklicana.
- Kašrutski zakoni, ki družinam narekujejo versko spodobnost in nedolžnost, so bili označeni z neskladnimi za dojemanja modernega človeka.
- Praznovanje Bar Micve je bilo nadomeščeno z novo obliko praznovanja.

## Skupnost
Skupnost reformiranih Judov je danes številčneje prisotna predvsem v ZDA in v Združenem kraljestvu. Med judovskimi skupnostmi je reformirana najštevilčnejša v severni Ameriki, v zahodnih državah Evrope pa je med vidnejšimi. V Izrael je gibanje prišlo s priseljevanjem Judov iz ZDA in Velike Britanije.
Reformirana skupnost Judov je široko odprta homoseksualnim osebam.

## Verovanja
Osnovna načela verovanj v reformiranem judovstvu, so:
- Čaščen je le Bog. Mojezs je največji med preroki.
- Pomen Mojzesovih tekstov je simboličen.
- Verujejo v prihod mesijanske dobe in ne v Mesijaha kot v izbrano, fizično osebo.
- Nekateri verujejo v posmrtno življenje, razdeljeno med pekel in nebesa. Preostali verujejo v reinkarnacijo.
- Satan je simbolika sebičnih poželenj. Bog omogoča človeku prosto izbiro, ljudje so sami krivi napačnih odločitev.
- Večina veruje v Boga kot v pomilostljivo osebo. Odrešitev lahko posameznik doseže skozi molitev in verovanje v Boga, dobra dela, skrb za so-človeka in zemljo ter odgovornim vedenjem, ki ne škoduje tretji osebi.